# 开源街街道
开源街街道，是中华人民共和国山西省大同市平城区下辖的一个乡镇级行政单位。

## 行政区划
开源街街道下辖以下9个社区：
民和社区、民谐社区、民康社区、民泰社区、民悦社区、民富社区、民嘉社区、民华社区和民安社区。
1. ↑  . www.pingcheng.gov.cn. 2020-07-23  [2020-12-19].[]